# 布萊基斯頓米爾 (印地安納州)
布萊基斯頓米爾（英語：Blackiston Mill）是位於美國印地安納州弗洛伊德縣的一個非建制地區。該地的面積和人口皆未知。